# سوشیل کومار
سوشیل کومار (به انگلیسی: Sushil Kumar) (زادهٔ ۲۶ مه ۱۹۸۳) کشتی‌گیر اهل هند است که در دسته‌های ۶۶ و ۷۴ کیلوگرم کشتی آزاد رقابت کرده‌است. او در المپیک ۲۰۰۸ پکن با کسب مدال برنز، پس از ۵۶ سال کشور هند را در رشتهٔ کشتی صاحب مدال المپیک کرد که پیش از آن کی. دی. جاداو در المپیک ۱۹۵۲ هلسینکی مدال برنز کسب کرده‌بود. کومار در دورهٔ بعدی در المپیک ۲۰۱۲ لندن نیز فینالیست شد و به مدال نقره این بازی‌ها رسید. او همچنین قهرمان مسابقات قهرمانی کشتی جهان در سال ۲۰۱۰ و قهرمان مسابقات قهرمانی کشتی آسیا ۲۰۱۰ است‌.  